# 哈吉·阿里·拉茲馬拉
塞帕赫博德·哈吉·阿里·拉茲馬拉（波斯語：‎，羅馬化：Hāj'ali Razm-ārā，1901年3月30日—1951年3月7日）是伊朗軍事領袖及伊朗總理。
拉茲馬拉在德黑蘭出生，並在法國聖西爾軍校學習，他在1950年成為了伊朗總理。
他在德黑蘭被伊斯蘭敢死隊的26歲成員哈利勒·塔馬瑟比以三發子彈刺殺，終年49歲。拉茲馬拉是第三位遇刺身亡的伊朗總理。

## 英伊石油談判
拉茲馬拉認可伊朗與英伊石油公司之間的附加石油協定。該附加協定的條款較阿美石油公司與沙特阿拉伯及標準石油與委內瑞拉的協定苛刻，引起了大部分伊朗人的忿怒及伊朗議會的爭論。此外，協定使伊朗的石油產業繼續受到外國的操控，工人的生活條件持續惡劣，伊朗人又不能在公司裡擁有更多的發言權，也不得審閱公司的帳目。英伊石油公司保證每年支付的專利費用不會低於400萬英鎊，又縮減勘探的範圍，承諾會培訓伊朗人進入管理層。拉茲馬拉要求英伊石油公司修改部分條款，容許伊朗的審計人員查閱財政狀況，給伊朗人提供管理職位及預繳部分的專利費用，英國政府予以拒絕。
英國外交部和英伊石油公司促使沙阿要任命一位較前任總理曼蘇爾更強力的人物是拉茲馬拉得以掌權的原因，以確保達成附加石油協定，「他們相信（拉茲馬拉的）這種強烈的決心足以抗衡摩薩台及民族陣線」。

## 伊朗總理
拉茲馬拉宣揚地方分權，又將基建建設和改善的七年計劃分權。他的理念是人民就是政府，這在伊朗是聞所未聞的。他計劃在伊朗84個地區建立地方議會負責地方事務，如衛生、教育和農業等。最令人矚目的政績是與美國總統杜魯門達成了第四點計劃。
拉茲馬拉接著開始整頓政府薪酬，革去了187,000名公務員，更一次性地革去近400名高級官員。拉茲馬拉的做法激怒了地主權貴、商賈家族及保守主義者，同時也得不到伊朗人民黨的信任。反對國有化英伊石油公司在阿巴丹的資產也引起了在國會裡強勢的伊朗民族陣線的不滿。伊朗民族陣線是由穆罕默德·摩薩台領導，議會主席阿布-卡西姆·卡沙尼也是他的政治盟友。

## 遇刺
1951年3月7日，拉茲馬拉到一所清真寺進行紀念活動，警方在內庭裡為總理開闢了一條通道，人群中的刺客開了三槍，拉茲馬拉受了致命傷。伊斯蘭敢死隊成員哈利勒·塔馬瑟比當場被捕。
民族陣線在議會佔有少數議席，伊斯蘭敢死隊支持國有化英伊石油公司的要求。作為總理的拉茲馬拉深信國有化是愚昧的舉動，他的遇刺身亡顯然消除了反對民族陣線的強大聲音。
民族陣線領導人穆罕默德·摩薩台在拉茲馬拉遇刺事件發生後的兩個月內成為總理，但政黨的真正支配者是毛拉的領導人阿亞圖拉賽義德·阿布·加錫姆·卡沙尼。卡沙尼及其他民族陣線的黨員都覺得行刺是正當的，民族陣線認為拉茲馬拉反對石油國有化法律，因此是伊斯蘭教的敵人和伊朗的叛徒。
眾所周知，卡沙尼是伊斯蘭敢死隊的支配者，但是沒有實質證據證明卡沙尼或其他民族陣線的成員指使刺殺拉茲馬拉。
超過8,000名人民黨及民族陣線成員發起了示威活動，伊斯蘭敢死隊派發帶有如果不立刻釋放哈利勒·塔馬瑟比便刺殺沙阿及政府官員信息的小冊子，這種恫嚇同樣針對反對石油國有化的議會議員。
教育部部長阿卜杜勒·哈米德·贊蓋內是另一位遇刺身亡的政治官員，他是德黑蘭大學的學院院長，曾經不諱直言反對石油國有化。數天後，當局揭發了一宗企圖在波斯曆新年早上刺殺沙阿及其他官員的陰謀，多名伊斯蘭敢死隊成員因此而被捕，包括其領導人納瓦布·薩法維。刺殺事件並沒有因此而告一段落，皇后的表親亞雅·巴赫蒂亞里遇刺受了重傷，民族陣線支持者及被認定為非法組織的人民黨所策劃的暴亂和示威活動也同時上演。
1952年11月，議會表決通過對塔馬瑟比的赦免，他被擁戴為英雄，並得以謁見摩薩台，摩薩台禁止拍攝與塔馬瑟比的會面。

## 對伊朗政府的影響
1951年3月12日，伊朗議會表決通過國有化伊朗石油產業，沒有任何一名議員反對該議案。據報旁聽席上的一個旁聽者大叫「八發子彈促成了這個結果」。3月18日，議會通過沒收英伊石油公司在阿巴丹的資產。
沙阿以侯賽因·阿拉繼任拉茲馬拉的總理一職，這個舉動引致了全國更多的行刺、暴動和示威。阿拉後來辭職，沙阿選擇讓前任總理賽義德·齊亞丁·塔巴塔巴伊為總理，但民族陣線主導的議會決定舉行公投，摩薩台被選為總理。
石油產業國有化受到伊朗大部分民眾的支持，總理摩薩台順勢完成國有化，驅除英伊石油公司。此舉嚴重損害英國在伊朗的利益，英美兩國策動名為阿賈克斯行動的政變，亦即是1953政變，推翻摩薩台，使沙阿復職。穆罕默德·禮薩的統治一直持續至1979年伊斯蘭革命建立伊斯蘭共和為止。

## 註腳
1. ↑  Milani 2008，第483-486頁
2. ↑  Wallace & Wallace 1951，第199頁
3. ↑  Kinzer 2003，第66頁
4. ↑  Kinzer 2003，第72頁
5. ↑  Yar-Shater 2006，第277頁
6. ↑  Anonymous 1950，第313頁
7. ↑  Hoveyda 2002，第32頁
8. ↑  Pahlavi 1980，第116頁
9. ↑  Barrett 2007，第368頁
10. ↑  Bill 1988，第315頁
11. ↑  Hoveyda 2002，第35頁
12. ↑  Wallace & Wallace 1951，第200頁
13. ↑  Entessar 2010，第31頁
14. ↑  Palmer 1999，第70頁